# Gesichtsschleier (Vogel)

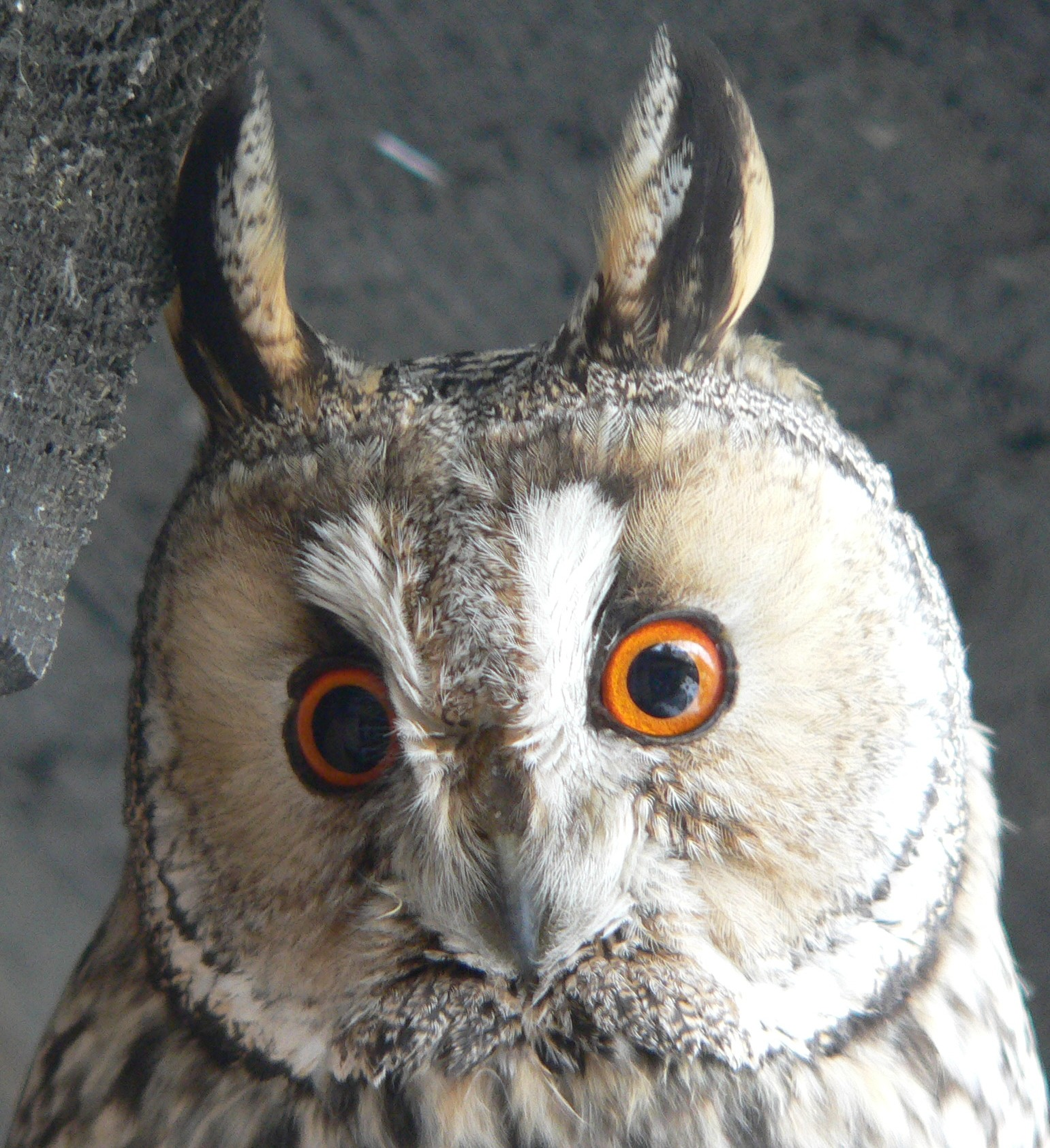
Nahaufnahme einer Waldohreule mit deutlich zu erkennendem Gesichtsschleier und Federohren

Der Gesichtsschleier ist ein wesentliches Erkennungsmerkmal von Eulen und einigen weiteren Vögeln. Als Gesichtsschleier wird dabei die kranzförmige Einfassung des vorderen Kopfes durch steife, besonders geformte Federn bezeichnet. Sie verstärken und lenken die Schallwellen in Richtung der Ohren. Der innere Schleier bedeckt dabei den Gehöreingang und liegt über dem äußeren Schleier, der ein zweiter und größerer Federkranz ist. Er bildet den hinteren Rand der Kopfseite und kann anders als der innere Gesichtsschleier verformt werden.
Gemeinsam mit den Federohren, die keinen Einfluss auf die Hörleistung der Eulen haben, spielt der Gesichtsschleier eine spezielle Rolle im Sozial- und Feindverhalten, da die Eule damit auch ihre Stimmung signalisieren kann.
Bei vielen Eulenarten ist der Schleier durch eine deutliche Kontrastzeichnung von der übrigen Gefiederfärbung abgehoben. Bei der Schleiereule war er namensgebend. Bei anderen Eulenarten wie beispielsweise dem Uhu ist er optisch nicht so stark abgehoben.

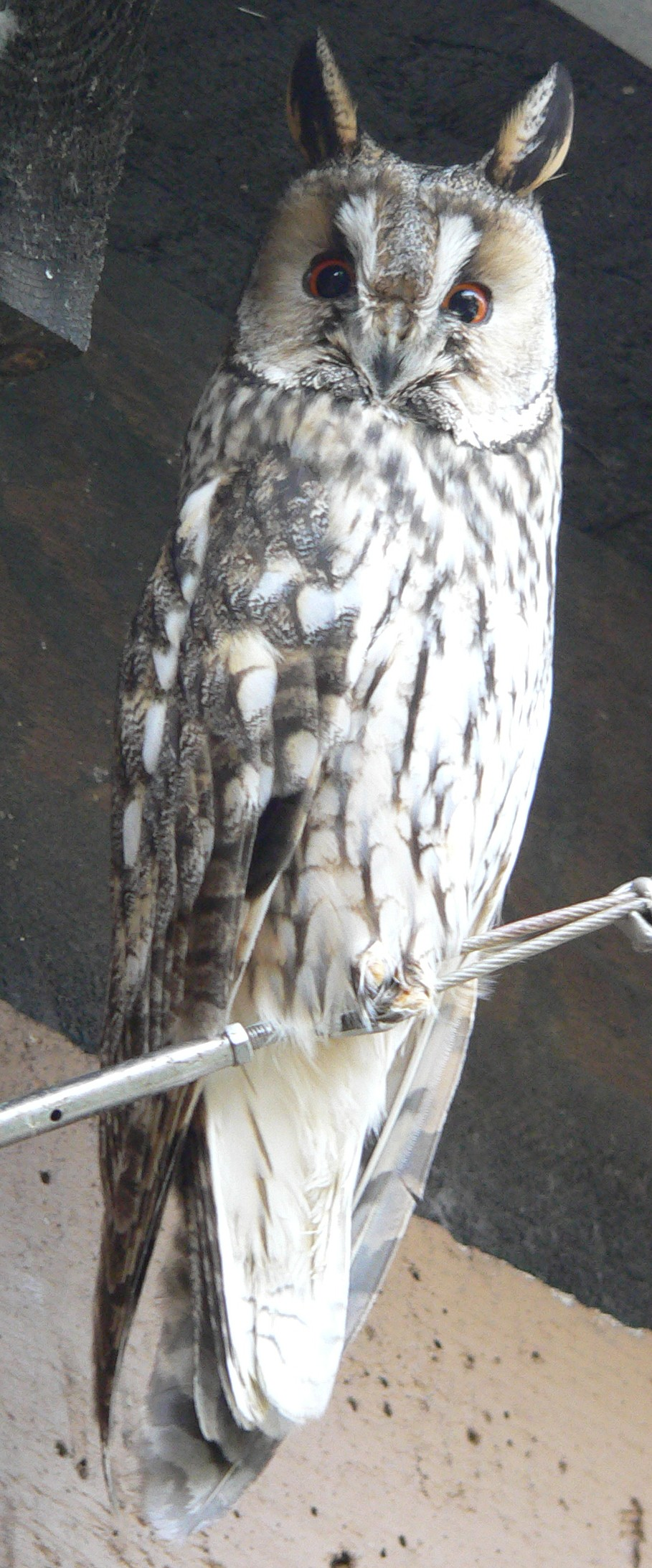
Dieselbe Eule in tarnender „Pfahlhaltung“ – der Gesichtsschleier wirkt nun gestreckter

Gesichtsschleier treten auch bei anderen Vogelarten auf. So haben beispielsweise Weihen oder der neuseeländische Kakapo, der vom Aussterben bedroht ist, ebenfalls eine auffallende Gesichtsbefiederung, die man als Gesichtsschleier bezeichnet hat. Ob dieser beim Kakapo ebenfalls zur Verstärkung der Hörleistung dient, ist noch nicht ausreichend untersucht.